# Королевство вандалов и аланов
Королевство вандалов и аланов (439—534 годы) — германское королевство в V—VI веках в Северной Африке на территории современных Туниса, Алжира, Ливии, островов Сардиния и Корсика, также Балеарские острова. 
Создано в 439 году вождём вандалов Гейзерихом после переселения союза племён вандалов и аланов из Испании в северную Африку в 429 году. Кроме вандалов в переселении участвовали аланы и другие племена, которые в ходе десятилетней войны покорили романизированное население римских провинций и подчинили часть туземных племён. Короли официально именовали себя королями вандалов и аланов (rex Wandalorum et Alanorum), хотя по свидетельству Прокопия последние к VI веку уже слились с вандалами и в документах отдельно не упоминались.
В последующие годы вандалы стали совершать морские набеги на Западную Римскую и Византийскую империи, наиболее известной экспедицией стал 2-недельный захват Рима в 455 году.
В 534 году королевство было уничтожено византийским императором Юстинианом I в результате вандальской войны, а остатки вандалов растворились среди берберского населения Северной Африки.

## Предыстория
Германское племя вандалов в конце IV века под давлением готов и гуннов продвинулось из придунайских земель в Паннонии на запад. В 406 году вандалы совместно с аланами и свевами проникли в Галлию через Рейн, разорили эту богатую римскую провинцию и в 409 году вторглись в Испанию. Варварские племена поделили между собой в 411 году страну, а через несколько лет вслед за ними в Испанию пришли готы, которые уничтожили часть пришлых варварских племён. Римские войска с союзными им готами не оставляли попыток отвоевать Испанию.
В 428 году королём вандалов стал Гейзерих, сын Годагисла. Его власть также признавали аланы, сильно ослабленные войнами с готами. Владения Гейзериха находились в провинции Бетика на юге Испании и граничили с Гибралтаром, отделяющим Испанию от Африки.
В северной Африке к этому времени шла война между войсками Рима и узурпатором Бонифацием, фактически отколовшим африканские провинции Западно-Римской империи от метрополии. На протяжении предыдущих 30 лет в этих провинциях регулярно вспыхивали восстания против центральной власти, последнее возглавлялось римским наместником Гераклианом в 410-е годы. С 424 года север Африки подчинялся бывшему римскому военачальнику Бонифацию. Неизвестно, был он назначен на пост комита Африки императором или захватил власть, пользуясь поддержкой местных войск.
В Риме после смерти императора Гонория в 423 году к власти пришёл Иоанн, против которого выступил Бонифаций. В 425 году Иоанн был свергнут византийским императором Феодосием, и статус Бонифация был узаконен императрицей Галлой Плацидией, правившей при малолетнем сыне-императоре Валентиниане III. Бонифаций официально получил пост комита Африки, однако отказался подчиняться центральной власти. В 427 году против него были посланы войска.

## Создание королевства. 429—439 годы

### Причины вторжения

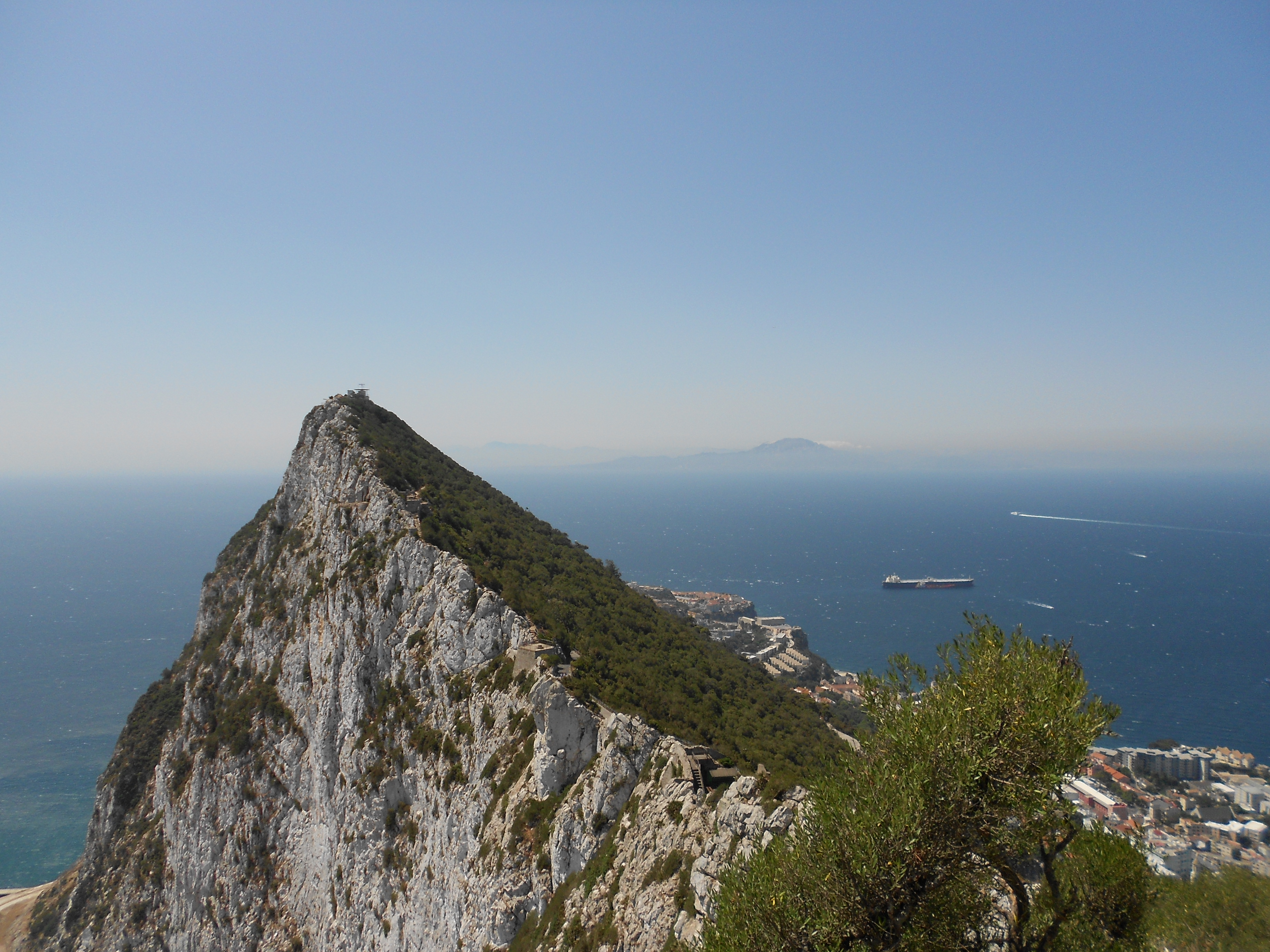
Вид через Гибралтарский пролив

О причинах, побудивших вандалов перебраться из Испании в северную Африку, историки VI века Прокопий Кесарийский и Иордан сообщают следующее. Комит Африки Бонифаций стал тираном, опираясь на верное войско из готов-федератов. В 427 году против него были посланы имперские войска, которые Бонифаций успешно отразил. В следующем году Рим выслал новую экспедицию под командованием Сигисвульта. Чтобы противостоять ему, Бонифаций склонил к военному союзу вандалов, обещая им две трети страны. Союз был закреплён женитьбой Бонифация на Пелагии.
Однако современники вторжения Проспер Аквитанский и Идаций в своих хрониках не сообщают версии о приглашении вандалов Бонифацием, хотя Проспер заметил, что стороны конфликта призвали на помощь «племена, не умевшие пользоваться кораблями». Историки предполагают в них готов-федератов на стороне Рима и вандалов-наёмников в войске Бонифация.
Кассиодор связывал переселение вандалов в Африку с приходом в Испанию вестготов.

### Захват Нумидии
По словам епископа Виктора Витенского вандалы после высадки в Африке, пересчитав общее количество своих людей с рабами и младенцами, насчитали 80 тысяч человек. Более поздний Прокопий Кесарийский передаёт о численности вандалов так:

Говорят, однако, что число вандалов и аланов в прежние времена не превышало пятидесяти тысяч. Затем лишь благодаря рождению у них детей и присоединению к ним других варваров они дошли до такого многолюдия. Но имена аланов и других варваров, кроме маврусиев, были поглощены именем вандалов.— Прокопий Кесарийский
По свидетельству очевидца вторжения Поссидия (Житие Св. Августина) пришельцы представляли собой этнический конгломерат из вандалов, аланов, готов и прочих варварских племён.
Когда вандалы прибыли в Африку, Бонифаций, наладив мирные отношения с Римом, хотел отправить тех обратно, в результате чего завязалась война. Бонифаций успешно выдержал 14-месячную осаду (430—431 годы) в городе Гиппон в Нумидии, но в июле 431 года оставил его вандалам, эвакуировав жителей.
Из Рима и Константинополя на помощь Бонифацию в конце того же года прибыло большое войско под предводительством византийского полководца Аспара. В сражении в 432 году победили вандалы. Бонифаций был отозван в Рим, где получил звание главнокомандующего войсками (magister militum). Западная империя тем не менее сумела удержать Карфаген и большую часть африканских провинций.
Успехи варваров в завоевании земель объясняются поддержкой низших слоёв населения римских провинций. Сальвиан Марсельский, посетивший в эти годы Африку, замечает: «Тяжелее всего то, что они [бедняки] просят под влиянием слишком больших тягот даже прихода врагов и молят бога, чтобы им было дано сообща переносить от варваров то разорение, которое раньше они поодиночке переносили от римлян».
Среди африканских христиан из беднейших классов была популярна идея, что варварское вторжение явится божественным орудием в борьбе с богачами и властью Римской империи. На социальные противоречия наложился религиозный конфликт между ортодоксальной католической церковью, поддерживающей имперскую власть, и донатистским течением христианства, популярным среди бедняков на севере Африки. В декрете императора Валентиниана III от 445 года содержится указание на то, что беглые рабы и колоны сражались в войске вандалов.
Епископ Виктор Витенский в 480-х годах так описал вторжение вандалов:

Где случайно ворота во двор у достойного человека они находили запертыми, непрерывными ударами топора прорубали себе вход… И вначале имущим, подвергавшимся преследованию, определяли более лёгкие наказания, затем подвергали дарителей безжалостным пыткам, полагая, что это только часть, но не всё подношение; и верили: чем больше кто дал, тем ещё больше имеет… Где всё же обнаруживались какие-либо укрепления, которые враги с варварским неистовством не смогли взять приступом, то, согнав вокруг военного лагеря бесчисленное множество людей, истязали их железными мечами, чтобы гниющие трупы, так как нельзя было атаковать, мешали обороне стен, душили зловонием разлагающихся тел.— Виктор Витенский
Свидетель вторжения Поссидий в «Житии святого Августина» образно описал картину бедствий и разрушений, постигших североафриканские провинции. По его словам из многочисленных церквей уцелели только две, в Карфагене и Цирте, остальные были сожжены вместе с городами.
11 февраля 435 года африканские завоевания Гейзериха были признаны по мирному договору императором Валентинианом III. Вандалы получили во владение восточную Мавретанию с частью Нумидии, но обязались взамен платить ежегодную дань империи и защищать границы от берберов в качестве федератов. Гейзерих отдал заложником в Рим своего сына Гунериха, который вскоре вернулся.

## Королевство при Гейзерихе. 439—477 годы

### Вандальская война (439—442)
19 октября 439 года вандалы в нарушение договора захватили Карфаген, ставший резиденцией их короля.. Бескровное и незаметное взятие города войсками Гейзериха застало врасплох Рим, военные силы которого были отвлечены на сдерживание готов и гуннов. Крайне обеспокоенные новой угрозой на юге обе римские империи предприняли меры оборонительного характера для возможного морского набега Гейзериха. В 440 году вандалы совершили первый набег на Сицилию и заняли остров. В 441 году император Феодосий выслал большой флот против вандалов к Сицилии и отбил остров, однако вторжение гуннов на Балканы заставило его отозвать войска. Западно-римская армия под командованием зятя Бонифация Себастиана переправилась из Испании в Африку, что заставило Гейзериха начать переговоры. По новому мирному договору, заключённому в 442 году, империя вынужденно признала расширение владений королевства Гейзериха и его независимость. 

### Укрепление королевства. 442—454 годы
Королевство вандалов и аланов охватывало территории современных Туниса, восточного Алжира и западной Ливии. В число союзников вандалов в Африке вошли местные берберские племена мавров, а относительно немногочисленные этнические вандалы сформировали правящий господствующий слой в новом варварском государстве.
Вандалы выделились среди других германских наций тем, что первыми из них стали морским народом. Средиземное море в древнегерманских языках называлось «морем вандалов» (Wendelse, Wentilseo).
Другим отличием от ранних германских государств стало укрепление абсолютной королевской власти. Заботясь о своей династии, Гейзерих приказал утопить жену брата Гундериха, бывшего королём до него, и истребил всех его детей. Гейзерих перестал созывать всенародные собрания, он издал закон, по которому народ лишился права выбирать королей. Власть закреплялась за потомками Гейзериха по мужской линии. Формировалась правящая прослойка, члены которой вознаграждались за службу королю без учёта старых родовых связей или знатности рода. Недовольство вандальской знати привело к заговору в 442 году, участники которого после пыток были распяты. По словам Проспера Аквитанского «погибло больше людей, чем если бы вандалы потерпели поражение на войне».
Проводилась следующая экономическая политика: лучшие земли Гейзерих конфисковал и раздал вандалам, сохранив свободу их прежним владельцам. Менее плодородные участки остались за прежними хозяевами, однако их, в отличие от вандалов, обложили высоким налогом.
В эти годы нашествие гуннов во главе с Аттилой отвлекло внимание Европы от вандальского королевства. Многие племена и народы оказались вовлечены в водоворот переселений на границах Западно-Римской и Византийской империй, в Западной Европе варварский мир вытеснял постепенно остатки римской цивилизации.
Гейзерих после убийства императора Валентиниана III посчитал себя свободным от договора 442 года, захватив Мавретанские провинции, Сардинию, Корсику, Балеарские острова вблизи Испании, Сицилию.

### Разграбление Рима. 455 год

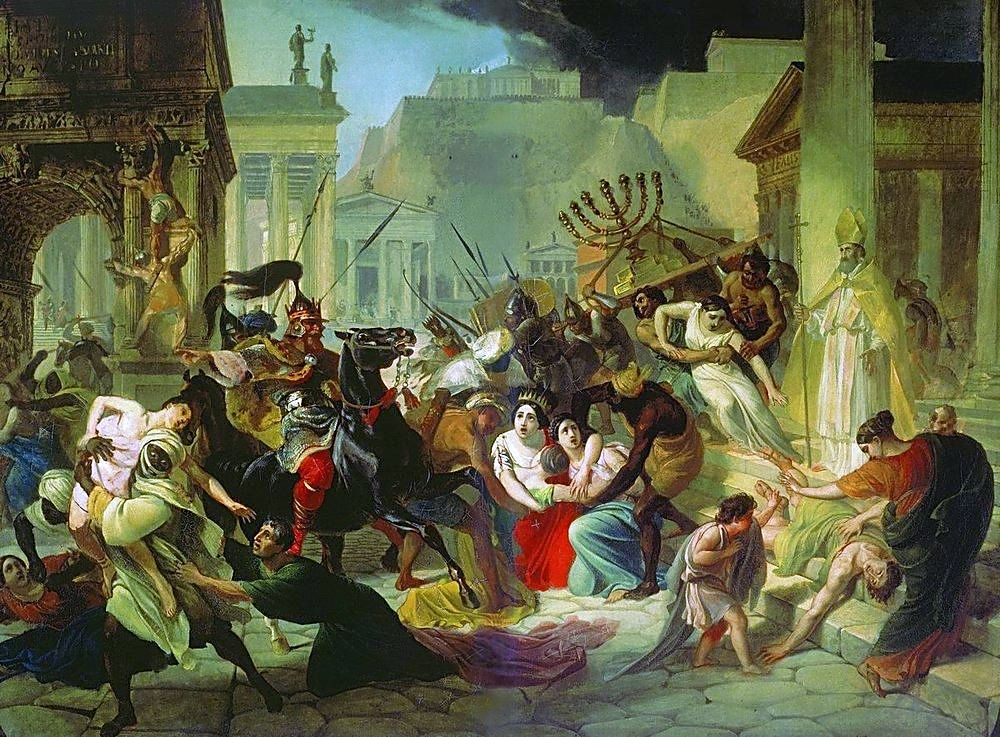
Нашествие Гензериха на Рим. Эскиз К. Брюллова, ок. 1834

После убийства императора Валентиниана III в 455 году его жена Лициния Евдоксия против своей воли стала женой его убийцы, нового императора Петрония Максима. Существует легенда, что она из мести призвала вандалов во главе с Гейзерихом, который в июне 455 года методично разграбил Рим, оказавшийся без войск, и увёл тысячи пленников. Узурпатор Максим был убит жителями Рима за 3 дня до прибытия вандалов, а Евдоксию с дочерьми Гейзерих увёз в Карфаген с целью породниться с императорской семьёй.
Во времена Великой Французской революции возник термин «вандализм», появление которого связывают именно с разграблением Рима в 455 году, хотя синхронные свидетельства не подтверждают каких-то особых разрушений города или бедствий жителей по сравнению с другими разорениями Рима варварами в V веке.

### Войны с империей. 460—468 годы
От набегов вандалов страдало побережье обеих империй; варвары грабили Италию, Сицилию, Иллирию, Грецию, острова в Эгейском море.
Женив своего сына Гунериха на Евдокии, правнучке последнего императора единой Римской империи Феодосия Великого и дочери западного императора Валентиниана III, Гейзерих стал активно вмешиваться во внутренние дела Западной империи на правах родственника императорской семьи. Смуты внутри государства благоприятствовали этому, римские императоры не удерживались на троне более 5 лет. Гейзерих боролся за назначение императором Запада своего родственника Олибрия, женатого на сестре Евдокии Плацидии.
Римский император Майориан совершил поход на вандалов. Он набрал войско из варваров в Галлии и подготовил в мае 460 года флот вторжения из 300 кораблей в гавани Картахены (Нового Карфагена) в Испании. Однако внезапным рейдом вандалы захватили его, а ещё прежде в месте предполагаемой высадки они разорили всю местность и испортили источники воды. Возможно эта неудача привела к смещению Майориана в следующем году.
Вандалы безнаказанно продолжали совершать набеги на Италию, заключив мир с Византией после освобождения Евдоксии и её дочери Плацидии (вторая дочь Евдокия была выдана замуж за Гунериха). Современник событий, дипломат и историк Приск из Константинополя свидетельствует о неспособности римлян в начале 460-х противостоять Гейзериху:

Гезерих грозил, что не положит оружия пока не будет выдано ему имущество Валентиниана и Аэтия, так как и от восточных римлян он получил часть Валентинианова имущества, именем Эвдокии, вышедшей замуж за Онориха. Пользуясь этим предлогом, Гезерих каждый год, в начале весны, предпринимал на кораблях высадки на Италию и на Сицилию: к городам, где была военная сила италийская, он приступал неохотно; но занимая места, в которых не было никакой неприятельской силы, он опустошал страну, а людей брал в неволю. Италийцы не имели достаточной силы, чтоб быть везде, где только вандилы делали высадки. Множество неприятелей одолевало их; притом у них не было кораблей. Они просили их у восточных римлян, но ничего от них не получали, потому что между ними и Гезерихом заключен был мирный договор.— Приск
Византийскому императору Льву I при поддержке начальника варварских войск Рицимера удалось посадить в 467 году на трон Западной империи Антемия. Против вандалов Лев и Антемий организовали грандиозную морскую экспедицию под началом консула Василиска, брата жены Льва. Силы только византийского войска насчитывали по словам Прокопия Кесарийского 100 тыс. человек, а на подготовку войны и жалование солдатам затрачено почти 40 тонн золота.
В 468 году удар по вандалам был нанесён одновременно по нескольким направлениям. Василиск с флотом отправился прямо на Карфаген, Ираклий с войском из Египта двинулся к Карфагену сушей, Марцеллиан с римской армией атаковал вандалов в Сардинии.
Первоначально удача сопутствовала имперским силам: вандальский флот был рассеян Василиском у Сицилии, Ираклий захватил Триполис и другие города в Ливии, а Марцеллиан занял Сардинию. Когда Василиск высадился в Африке примерно в 60 км от Карфагена, Гейзерих вступил с ним в переговоры, попросив 5 дней для принятия мирных предложений. За это время он подготовил корабли и, используя попутный ветер, атаковал ночью скученный в гавани византийский флот брандерами (горящими судами). Разгром византийцев довершило нападение флота вандалов под командованием Гензона, сына Гейзериха.
Василиск бежал на Сицилию, где соединился с Марцеллианом, а после убийства последнего одним из его соратников вернулся в Константинополь. Ираклий также отошёл из Ливии.

### Мир с империей. 475 год
В 470-е годы полоса войн и набегов вандалов в Средиземноморье закончилась.
В 474 году византийским императором стал Зенон, вступивший в переговоры с Гейзерихом. Послу Зенона патрицию Северу удалось добиться освобождения пленников, захваченных при набеге на греческий Никополь в Эпире. Король освободил пленных, принадлежавших вандальской королевской семье, остальных Север выкупал за собственные средства. В обмен на признание королевства вандалов и аланов в существующих границах Гейзерих заключил в 475 году мир с империей, который поддерживался 60 лет вплоть до интервенции Византии при Юстиниане Великом, положившей конец германскому королевству на севере Африки.
В 476 году Западно-Римская империя прекратила своё существование, её бывшие земли превратились в арену борьбы германских вождей за право создания на её территории собственных королевств. Угроза со стороны Рима для королевства вандалов исчезла.
25 января 477 года король вандалов и аланов Гейзерих умер, не в пример другим германским вождям «достигнув глубокой старости».

## Королевство при преемниках Гейзериха. 477—533 годы
По закону Гейзериха престол наследовал потомок Гейзериха по мужской линии, который окажется самым старшим по возрасту из всех его родственников. В 477 году править стал его сын Гунерих. При нём от вандалов отпали ряд берберских племён в горных районах на юге. Гунерих жестоко преследовал не только католиков, но также арианское духовенство и даже своих родственников (семьи братьев Гензона и Теодориха), желая вопреки завещанию Гейзериха передать трон сыну.
Затем власть унаследовал его племянник Гунтамунд (484—496 годы), сын Гензона, сына Гейзериха. В его правление продолжались внутренние войны с маврами.
После его кончины от болезни власть перешла к его брату Тразамунду (496—523 годы), при котором мавры в Ливии нанесли тяжёлое поражение вандалам. С другой стороны Тразамунд укрепил внешнеполитическое положение королевства династическим браком на Амалафриде, сестре остготского короля Теодориха Великого. Его 27-летнее правление характеризуется мягкой политикой к католикам, в прошлое ушли пытки и казни противников государственной религии арианства.

## Романизация вандалов при Тразамунде
Прокопий Кесарийский пишет, что вандалы быстро приобщились к роскошной жизни по римскому образцу. В жилищах знатных вандалов были устроены сады и фонтаны. Аристократы ежедневно посещали термы и даже возводили новые, питались как гурманы и стали на манер римлян пить вино, а не пиво. Они стали носить золотые украшения и дорогие шёлковые платья, проводили досуг в театрах и на ипподроме (гонки на колесницах), увлекались псовой охотой, занимались музыкой. В Карфагене работали римские поэты (Люксорий, Флорентин, Драконтий, Симфозий), которые воспевали праздную жизнь карфагенской аристократии. При королевском дворе работал грамматик Коронат. В это время, возможно, было написано одно из самых знаменитых латинских сочинений «О бракосочетании Филологии и Меркурия» Марциана Капеллы. Из вандальского королевства происходят мифограф Фульгенций и знаменитый филолог Присциан. Последний вандальский король Гелимер (после падения Карфагена) сочинил стихотворение о своей несчастной судьбе и исполнял его, аккомпанируя себе на кифаре.
Очередной король Хильдерих (523—530 годы) был сыном Гунериха от римской принцессы Евдокии, захваченной вандалами при взятии Рима в 455 году. По словам Прокопия «он был очень доступен для своих подданных и в общем кроток, не притеснял ни христиан, ни кого-либо другого, в военном отношении был слаб и даже не хотел, чтобы до его слуха доходили разговоры о войне». Хильдерих дружил с Юстинианом, фактически правившим в Византии ещё до того, как стал императором. Одновременно он разорвал отношения с правителем Италии Теодорихом, заключив его сестру Амалафриду (жену умершего короля Тразамунда) под стражу по обвинению в заговоре и перебив тысячу готов, прибывших вместе с ней.
Романизация Хильдериха и новое поражение от берберов вызвали неудовольствие вандальской знати. Опираясь на неё, племянник Хильдериха Гелимер (530—534 годы), сын Гилариса и внук Гензона, совершил переворот. Он заключил Хильдериха под стражу, и в 533 году после высадки византийцев под Карфагеном приказал убить его. Византийский император Юстиниан воспользовался смутой для начала войны против вандальского королевства. Формальным предлогом, который должен был внести раскол среди вандалов, стало свержение Хильдериха узурпатором Гелимером.

## Война с Византией. 533—534 годы

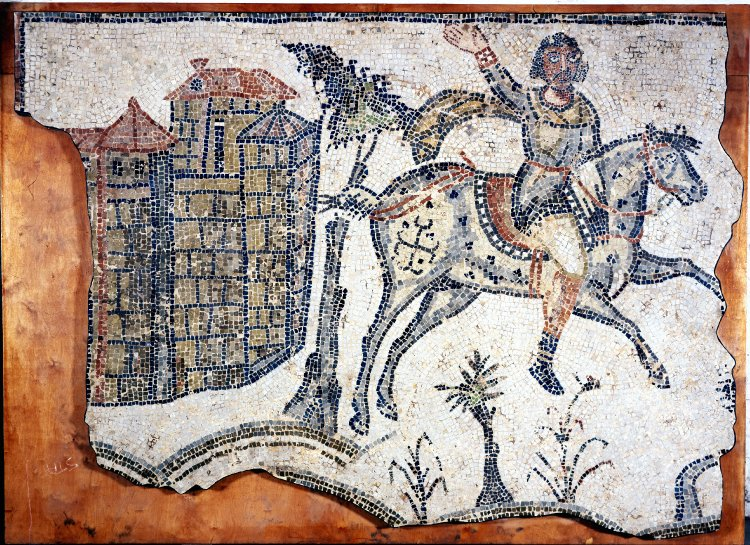
Знатный вандал на мозаике конца V века. Британский музей.

Войну Византии против вандалов и конец вандальского королевства описал непосредственный участник этих событий Прокопий, секретарь командующего византийской армией Велизария.
Летом 533 года морская экспедиция, состоящая из 500 транспортных и 92 военных судов, отбыла курсом на Карфаген. Корабли несли 10 тыс. пехоты и 5 тыс. конницы, экипажи насчитывали 32 тыс. моряков. Обстановка сложилась неблагоприятно для Гелимера. Один из его командиров, гот Года, захватил Сардинию, провозгласив себя королём. Для его смещения Гелимер отправил на Сардинию 5 тыс. воинов под началом своего брата Цазона. На востоке королевства вандалов жители Триполиса перешли под власть Византии, для их подчинения у вандалов уже не хватало сил.
Спустя 3 месяца после начала похода византийская армия высадилась на африканском берегу в 5 днях пути (для пешехода налегке) к востоку от Карфагена. Оттуда солдаты двинулись в сторону Карфагена вдоль побережья, византийский флот сопровождал их. Когда войско подошло к городку Децим в 13 км от Карфагена, произошло первое сражение с вандалами. План Гелимера заключался в одновременной атаке Велизария с 3 сторон. Сам Гелимер с конницей нападает с тыла, его брат Аммата — с фронта (из Карфагена), его племянник Гибамунд с 2 тыс. воинов атакует с юга, прижимая византийцев к морю.

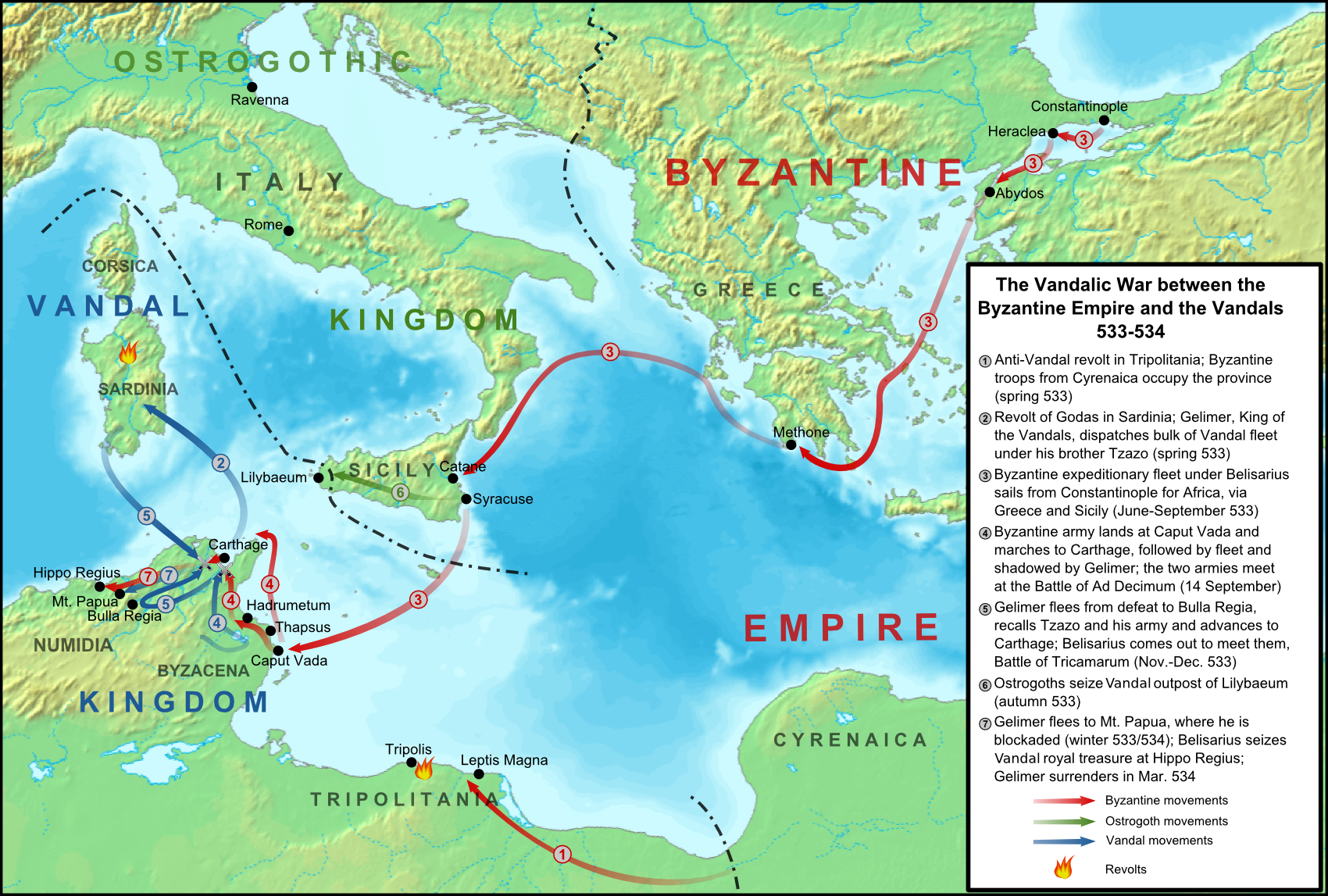
Ход вандальской войны.

В середине сентября 533 года войско Гелимера было разбито по частям в сражении при Дециме. Аммата и Гибамунд погибли, сам он бежал в глубинные районы Нумидии. Велизарий занял без боя Карфаген, оставшийся без войск.
Пока Велизарий укреплял Карфаген как свой опорный город в стране вандалов, Гелимер развязал партизанскую войну, выплачивая вознаграждение за вражескую голову. Его попытка призвать на помощь везеготов из Испании провалилась, вожди берберских племён решили выжидать, сохраняя нейтралитет, подкреплённый деньгами и подарками Велизария. Некоторая часть мавров всё же присоединилась к Гелимеру. На помощь к вандальскому королю вернулся его брат Цазон из Сардинии.
Следующее сражение произошло в середине декабря 533 года у Трикамара в 25 км от Карфагена. Византийцы отбросили вандалов в их укреплённый лагерь, после чего отошли назад. Были убиты Цазон и ещё 800 вандалов, потери византийцев составили около 50 человек. Неожиданно для всех Гелимер тайно бежал. Узнав об этом, стали разбегаться оставшиеся вандалы с семьями. Лагерь с богатой добычей попал в руки византийцев без боя, после этого вандалы нигде не оказывали организованного сопротивления, но укрывались в храмах. Вся северная Африка от Гибралтара до Триполиса перешла под контроль Византии.
Как заметил Прокопий, война была выиграна 5 тысячами всадников, пехота практически не успела принять участия в боях. Общее число воинов у вандалов осталось неизвестным. Прокопий упомянул, что когда Гелимер послал 5 тыс. воинов в Сардинию, то это были все боеспособные силы вандалов. В распоряжении Гелимера в Африке оставалось сравнимое число воинов, если судить по описанию хода сражения при Дециме.
Гелимер укрылся на горе Папуа под защитой преданных ему мавров. Всю зиму его осаждал там отряд герулов. Через 3 месяца лишений в начале весны 534 года последний король вандалов и аланов сдался, после чего был отправлен в Константинополь. 2 тыс. пленных вандалов в составе византийских войск были посланы на войну с персами.
Королевство вандалов и аланов прекратило своё существование. На его землях в скором времени развернулись сражения Византии с берберскими племенами, а о самих вандалах исчезли всякие упоминания в исторических документах.

## Религиозная политика
Начиная со своего вторжения в Северную Африку в 429 году вандалы, которые были преимущественно последователями арианства, преследовали никейских христиан. Это преследование началось с неограниченного насилия, совершенного против церкви во время вторжения Гейзериха, но с легитимизацией королевства Вандалов угнетение укоренилось в «более последовательной религиозной политике». Виктор Вита в своей Истории преследования вандалов подробно описывает «злую жестокость», нанесённую церковной собственности, и нападения на «многих… выдающихся епископов и благородных священников» в первые годы завоевания; точно так же епископ Гонорат пишет, что «на наших глазах убивают мужчин, насилуют женщин, и мы сами падаем под пытками». Ссылаясь на эти и другие подтверждающие источники, Мерриллс утверждал, что «мало сомнений» в том, что первоначальное вторжение было «жестоким насилием». Он также утверждал вместе с Ричардом Майлзом, что вандалы изначально нацелились на Никейскую церковь по финансовым, а не религиозным причинам, стремясь лишить её богатства.
После того, как Гейзерих закрепил свою власть над Нумидией и Мавританией в договоре 435 года, он работал над тем, чтобы «уничтожить власть никейской церкви на своих новых территориях, захватив базилики трёх самых непримиримых епископов и изгнав их из своих городов». Аналогичная политика продолжалась с захватом Карфагена в 439 году, когда король вандалов предпринял усилия, чтобы одновременно продвигать арианскую ересь и угнетать никейское христианство. Хизер отмечает, что четыре основные церкви в пределах городских стен были конфискованы для ариан, был наложен запрет на все никейские службы в районах, где поселились вандалы; у Гейзериха также был Кводвультдеус, архиепископ Карфагенский, и многие представители его духовенства были изгнаны из Африки и отказались «разрешить замену рукоположенных… таким образом, общее число никейских епископов в Вандальском королевстве сократилось». Миряне были отстранены от государственных должностей и часто подвергались конфискации своего имущества.
Однако дипломатические соображения превалировали над религиозной политикой. В 454 году, по просьбе Валентиниана III, Гейзерих назначил Деограция новым архиепископом Карфагена, должность, которая оставалась пустой после изгнания Кводвультдеуса. Хизер утверждает, что эти действия были направлены на улучшение отношений между вандалами и римлянами, поскольку Гейзерих вёл переговоры о браке своего сына Хунериха с принцессой Евдокией. Однако после того, как Валентиниан был убит, а отношения вандалов с Римом и Константинополем ухудшились, Гейзерих возобновил свою репрессивную религиозную политику, снова оставив епископство пустым, когда Деограций умер в 457 году.
Хизер утверждает, что продвижение Гейзерихом арианской ереси с сопутствующим преследованием никейской церкви имели политические мотивы. Он отмечает «ключевое различие» между «антиникейским характером» действий Гейзериха в римской Африке и остальной частью его царства; преследование было наиболее интенсивным, когда рядом в непосредственной близости проживали ариане. Хизер предполагает, что арианство было средством для Гейзериха, чтобы держать своих соплеменников едиными и контролируемыми; везде, где его народ взаимодействовал с никейцами, эта стратегия подвергалась угрозе. Однако Хизер также отмечает, что «личные религиозные убеждения также сыграли существенную роль в принятии решений Гейзериком».
Хунерих, сын и преемник Гейзериха, продолжил и усилил гонения против никейской церкви и попытался сделать арианство основной религией в Северной Африке; действительно, большая часть повествования Виктора Виты сосредоточена на зверствах и преследованиях, совершённых во время правления Хунериха. Священникам было запрещено совершать литургию, книги Homoousion были уничтожены, почти 5000 священников было изгнано в пустыню. Насилие продолжалось, «мужчины и женщины… подвергались ряду пыток, включая скальпирование, принудительный труд и казнь мечом и огнём». В 483 году Хунерих издал королевский указ, предписывающий всем никейским епископам в Африке присутствовать на диспутах с представителями арианского духовенства. Однако после первого же диспута, где ариане потерпели сильное поражение, он запретил никейскому духовенству собираться или проводить крещения или рукоположения и приказал закрыть все никейские церкви и конфисковать собственность никейской церкви. Затем эти церкви были переданы королевскому фиску или арианскому духовенству.
Хотя первоисточники мало что говорят о религиозной политике Гунтамунда, имеющиеся данные свидетельствуют о том, что новый король был «в целом более расположен к никейской вере, чем его предшественник [Хунерих]», и поддерживал период веротерпимости. Гунтамунд положил конец изгнанию епископа Евгения из пустыни, а также восстановил никейскую святыню святого Агилея в Карфагене.
Тразамунд положил конец политике веротерпимости своего покойного брата, когда взошёл на трон в 496 году. Он вновь ввёл «жёсткие меры против никейской церковной иерархии», но «работал над поддержанием позитивных отношений с афро-римской светской элитой», его намерение состояло в том, чтобы разделить лояльность двух групп.
За исключением Хильдериха, большинство вандальских королей преследовали никеян, а также донатистов, в большей или меньшей степени, запрещая обращение вандалов и изгнание епископов.

## Список правителей
| № | Имя (годы жизни)   | Годы правления | Годы правления |
| № | Имя (годы жизни)   | Начало         | Конец          |
| - | ------------------ | -------------- | -------------- |
| 1 | Гейзерих(389—477)  | 439 (428)      | 25 января 477  |
| 2 | Хунерих(420—484)   | январь 477     | 23 декабря 484 |
| 3 | Гунтамунд(450—496) | декабрь 484    | 496            |
| 4 | Тразамунд(450—523) | 496            | 6 мая 523      |
| 5 | Хильдерих(460—533) | май 523        | 530            |
| 6 | Гелимер(480—553)   | 530            | 534            |